# 우유 대용물

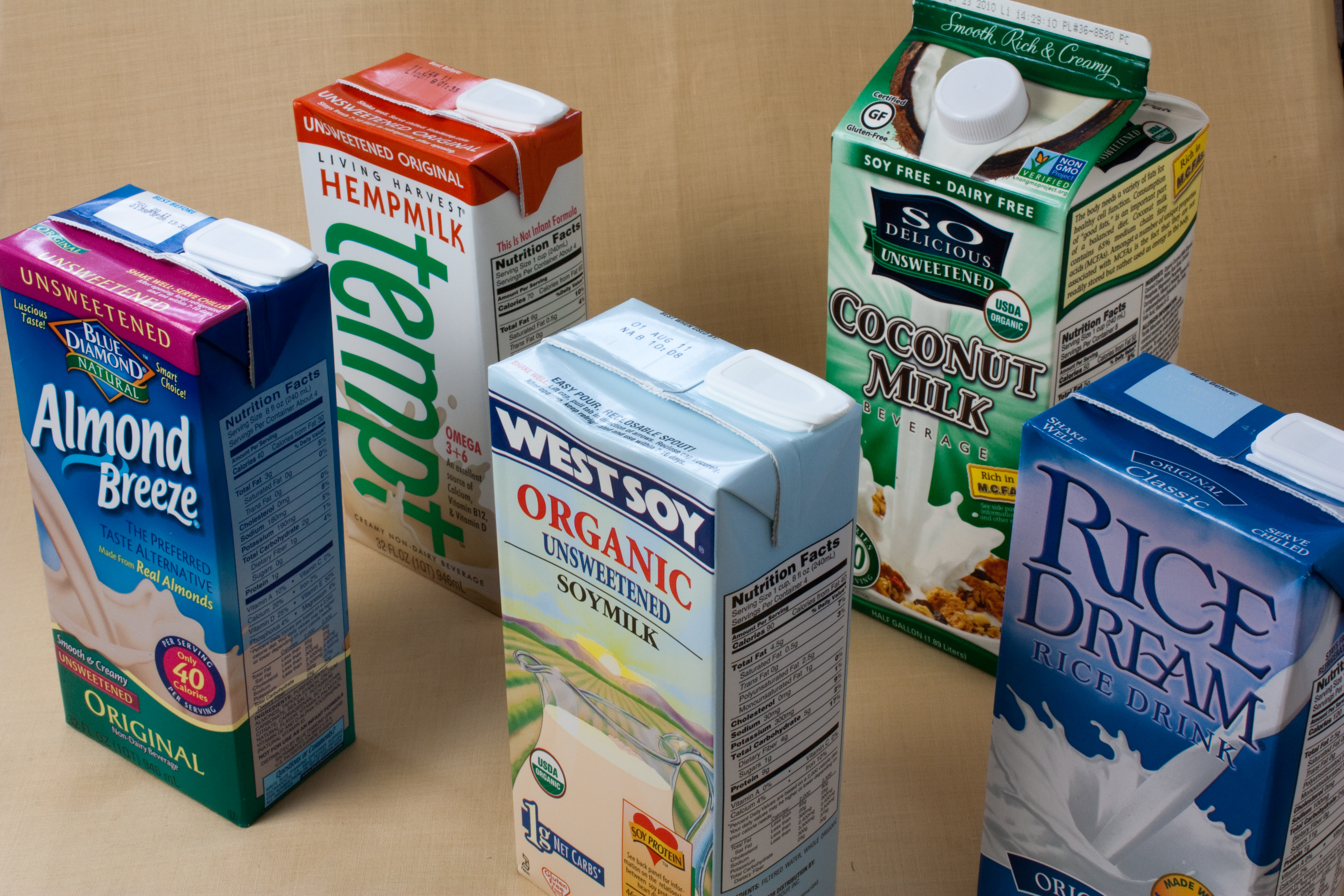
서양 식료품점에서 구할 수 있는 다양한 식물성 밀크

우유 대용물(牛乳代用物, 영어: milk substitute)은 우유와 유사한 모든 물질들을 지칭하며 우유와 같은 방식으로 사용할 수 있다. 대용유(代用乳), 우유 대용품(牛乳代用品), 우유 대체품(牛乳代替品)이라고도 한다. 이러한 물질은 비유제품 음료(非乳製品飮料, 영어: non-dairy beverage), 견과류 우유(堅果類牛乳, 영어: nut milk), 곡물 우유(穀物牛乳, 영어: grain milk), 콩류 우유(영어: legume milk), 가짜 우유(영어: mock milk) 및 대체 우유(代替牛乳, 영어: alternative milk)로 다양하게 알려져 있다.
성인의 경우 우유 대용물은 두 가지 형태로 나뉠 수 있다. 식물성 밀크는 식물로부터 만든 액체이며, 집에서 만들거나 상업적으로 생산할 수 있다. 커피 크리머는 1900년대 미국에서 특별히 커피에 사용되는 우유를 대체하기 위해 발명된 합성 제품이다. 영아의 경우 모유를 우유 또는 대두와 같은 식물성 원료를 기반으로 해서 만든 영아용 조제분유로 대체할 수 있다.

## 같이 보기
- 우유
- 두유